# Санта-Мария-деи-Серви (Болонья)
Базилика Санта-Мария-деи-Серви (итал. La basilica di Santa Maria dei Servi) — римско-католическая базилика в Болонье, Эмилия-Романья, Италия. Основана в 1346 году как церковь Общины сервитов (Ордена служителей Пресвятой Девы Марии). В XX веке Папа Пий XII даровал церкви статус «малой базилики».

## Архитектура
Церковь была спроектирована Андреа да Фаэнца, старшим монахом ордена и архитектором, который также помогал Антонио ди Винченцо в строительстве базилики Сан-Петронио в Болонье.
Базилика имеет длину 100 метров и ширину 20 метров. Она имеет план в виде латинского креста, но трансепты не выступают за пределы проходов. Неглубокая апсида представляет собой пять сегментов восьмиугольника, как это принято в итальянских готических церквях. Храм строили в готическом стиле со стрельчатыми арками по всему периметру. Завершение строительства в XV веке мало что изменило в планировке самой базилики, которая и по внешнему виду осталась готической.
Центральный и боковые нефы разделены аркадами с круглыми колоннами из красного мрамора с цветочными капителями, а базы и капители сделаны из контрастного светлого камня, что добавляет декоративный эффект очень простой архитектуре. Оштукатуренные стены над аркадами пронизаны окнами, расположенными высоко под готическим сводом. Свод имеет простую четырёхчастную форму с кирпичными нервюрами.
Примечательной особенностью церкви является её внутренний двор, или атриум. Это соответствует обычаю раннехристианских базилик, включая раннюю базилику Святого Петра в Риме, позднее перестроенную. Атриум, возможно, был смоделирован по образцу аркады, построенной Ф. Брунеллески в Оспедале невинных (Ospedale degli Innocenti) во Флоренции. Там, где аркада выходит на главный фасад, она образует нартекc, или широкий портик, из пяти арок, простирающийся через весь фасад церкви.

## Произведения искусства церкви
Многие произведения искусства, которые всё ещё хранятся в церкви, включают алтарную картину «Мадонна на троне», традиционно приписываемую Чимабуэ, но ныне считающуюся произведением его мастерской, остатки фресок XIV века Витале да Болонья и Липпо ди Далмазио, картины Инноченцо да Имолы и Франческо Альбани, а также мраморный алтарь «Благовещение Марии» (1558) Джованни Анджело Монторсоли, ученика Микеланджело.

## Галерея

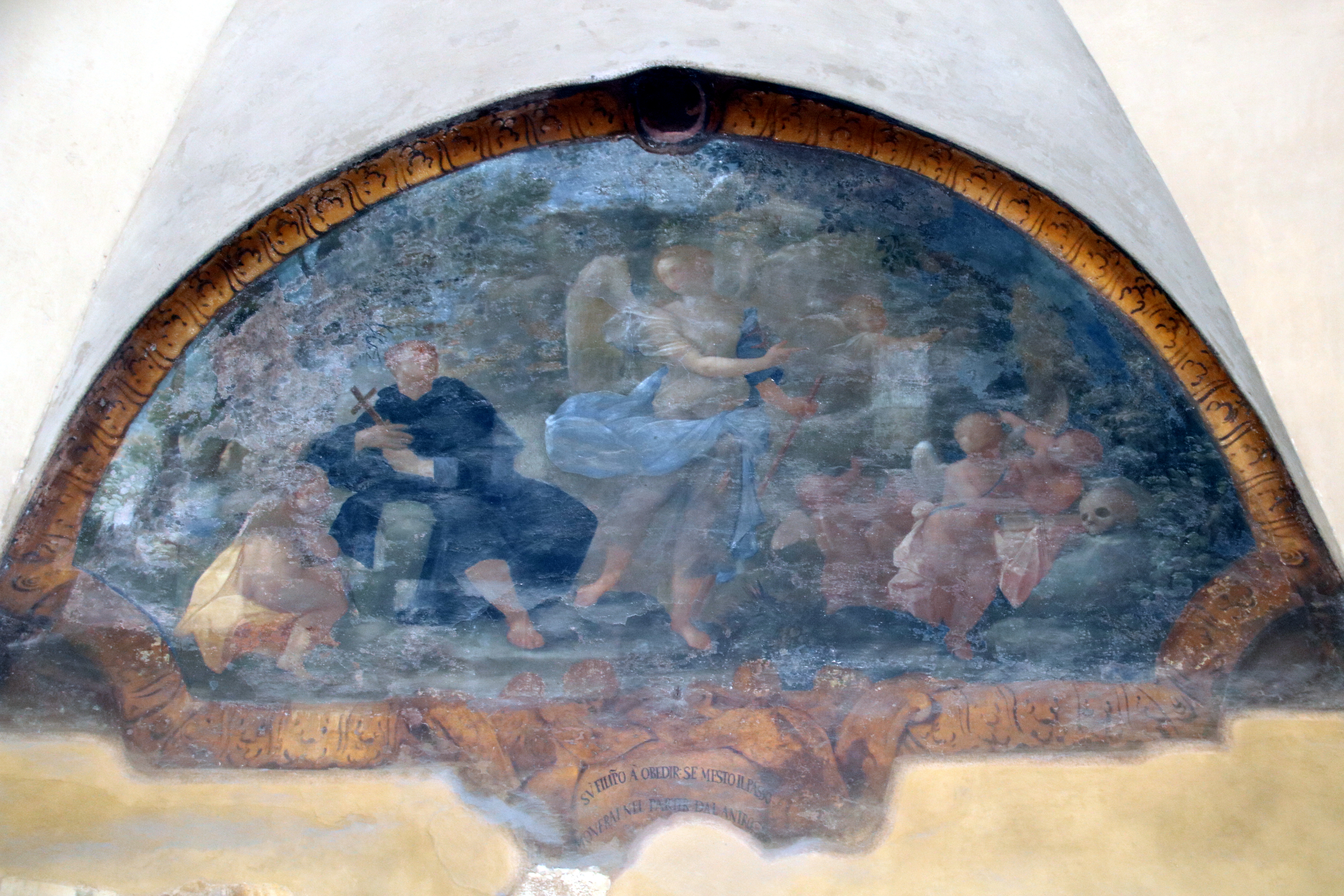
Фреска люнета фасада
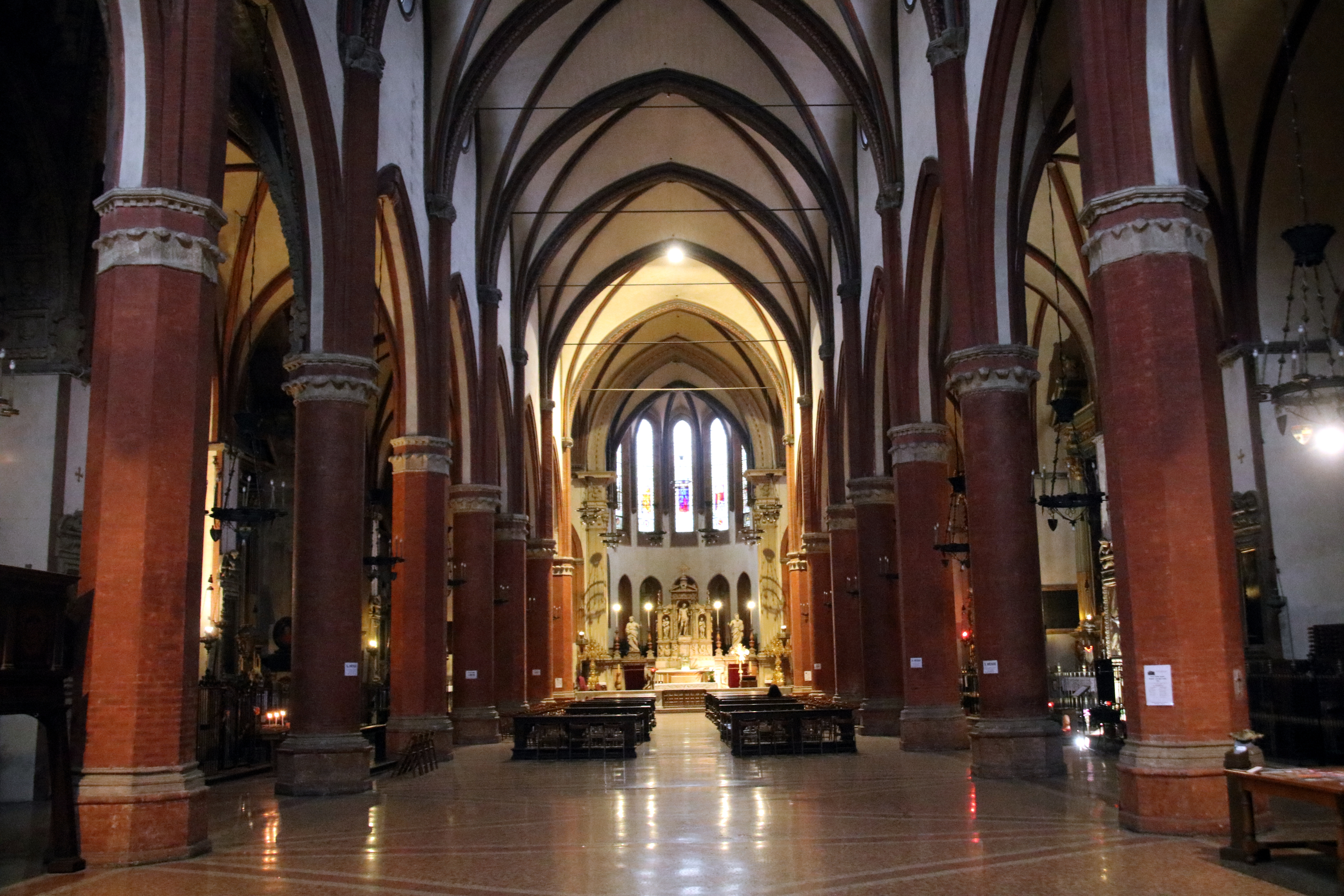
Интерьер церкви
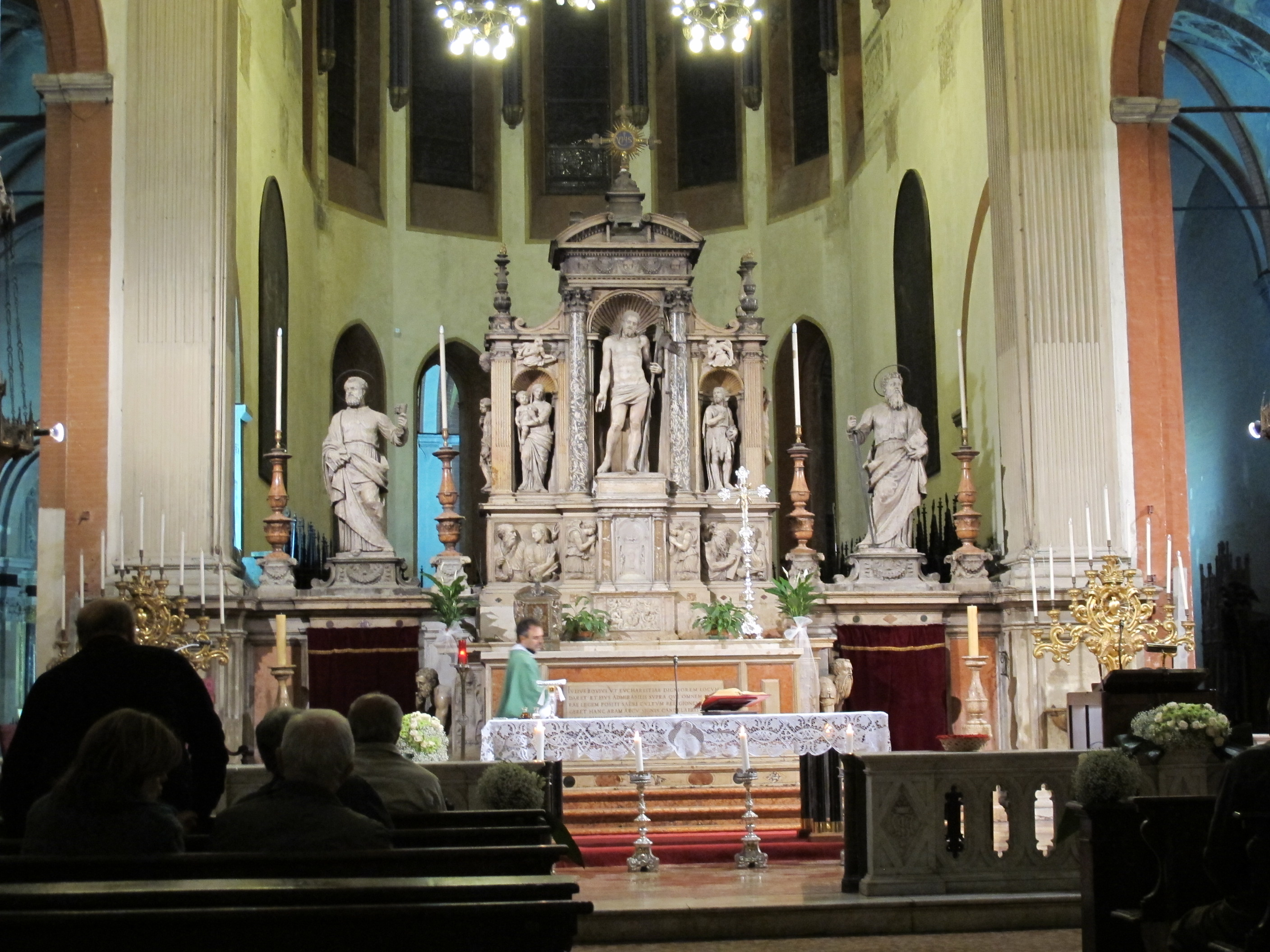
Главный алтарь. 1558. Скульптор Дж. А. Монторсоли
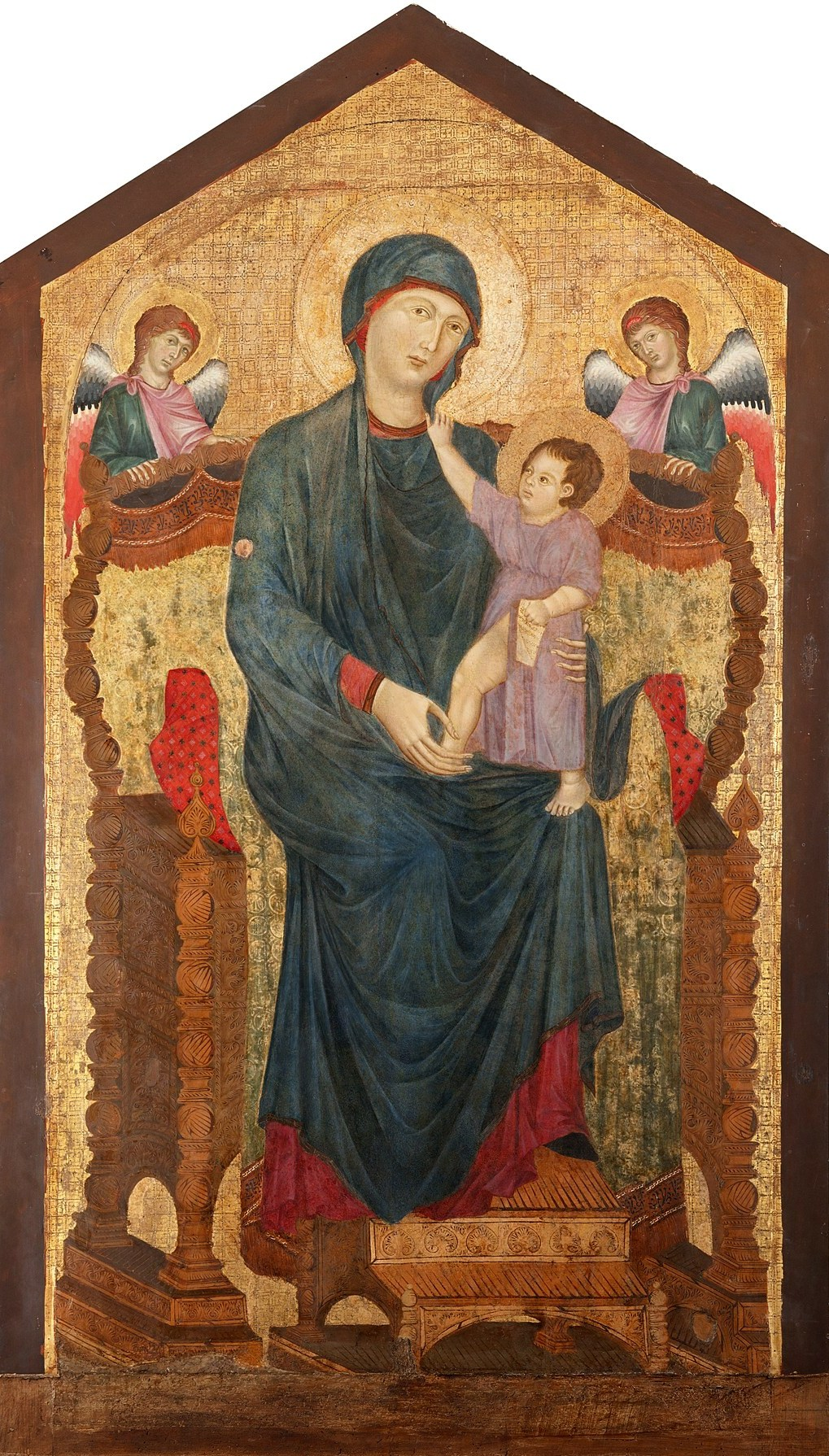
Мадонна на троне (Маэста). Вт. пол. XIII в. Дерево, темпера. Мастерская Чимабуэ
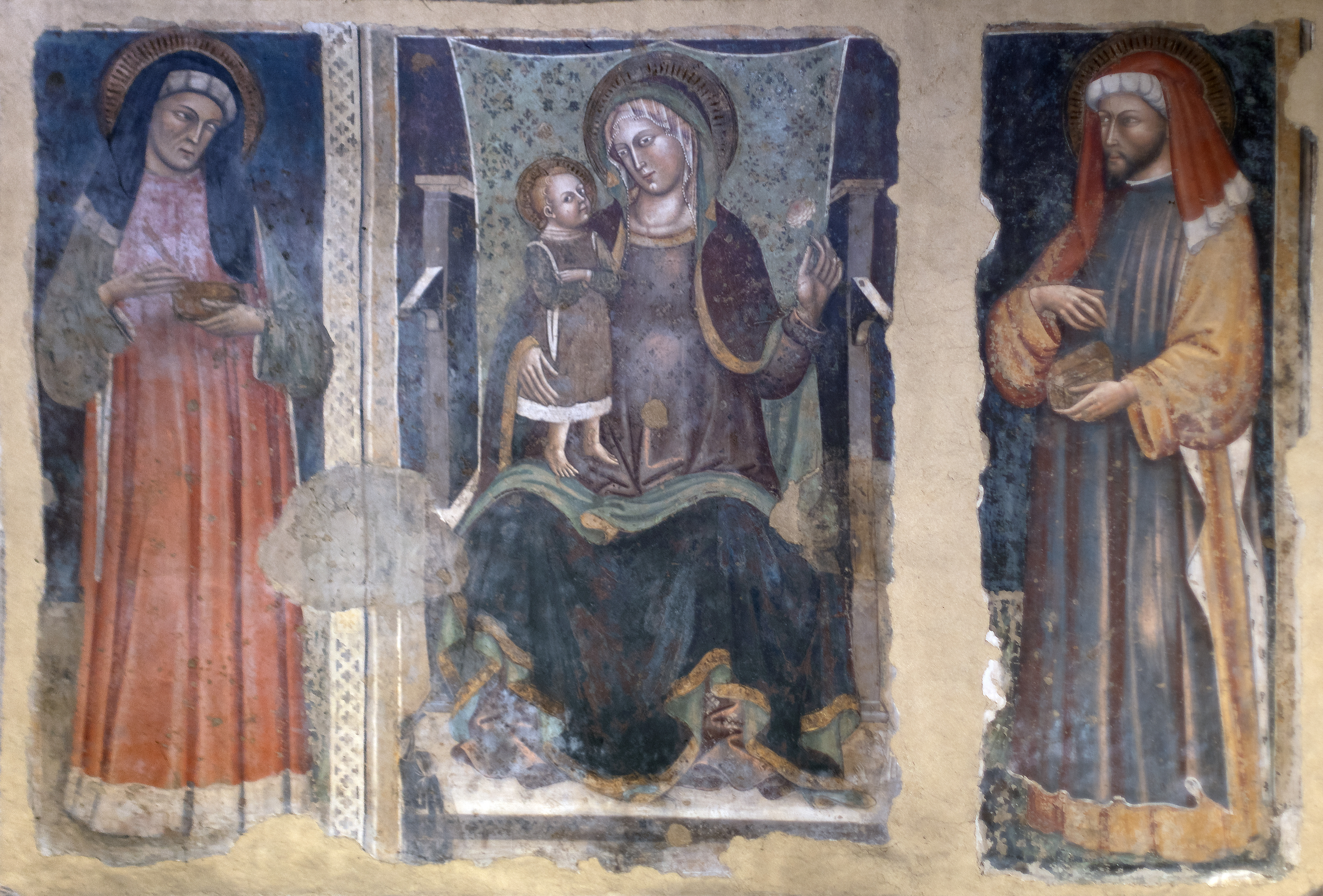
Липпо ди Далмазио. Мадонна с Младенцем, святыми Космой и Дамианом. Фреска
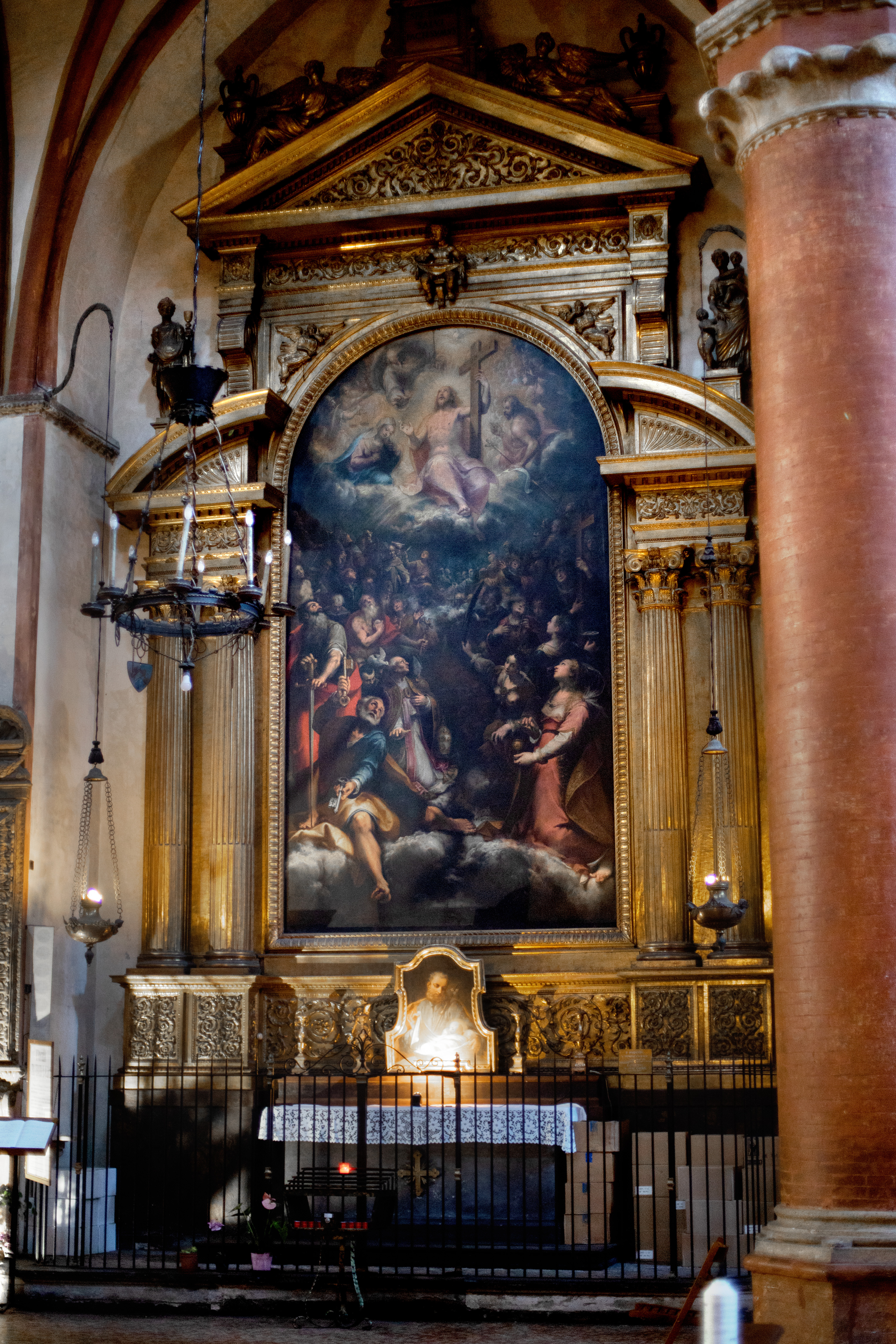
Алтарь правого нефа. Калверт, Денис Д. Калверт. Вознесение Христа (Рай). 1602
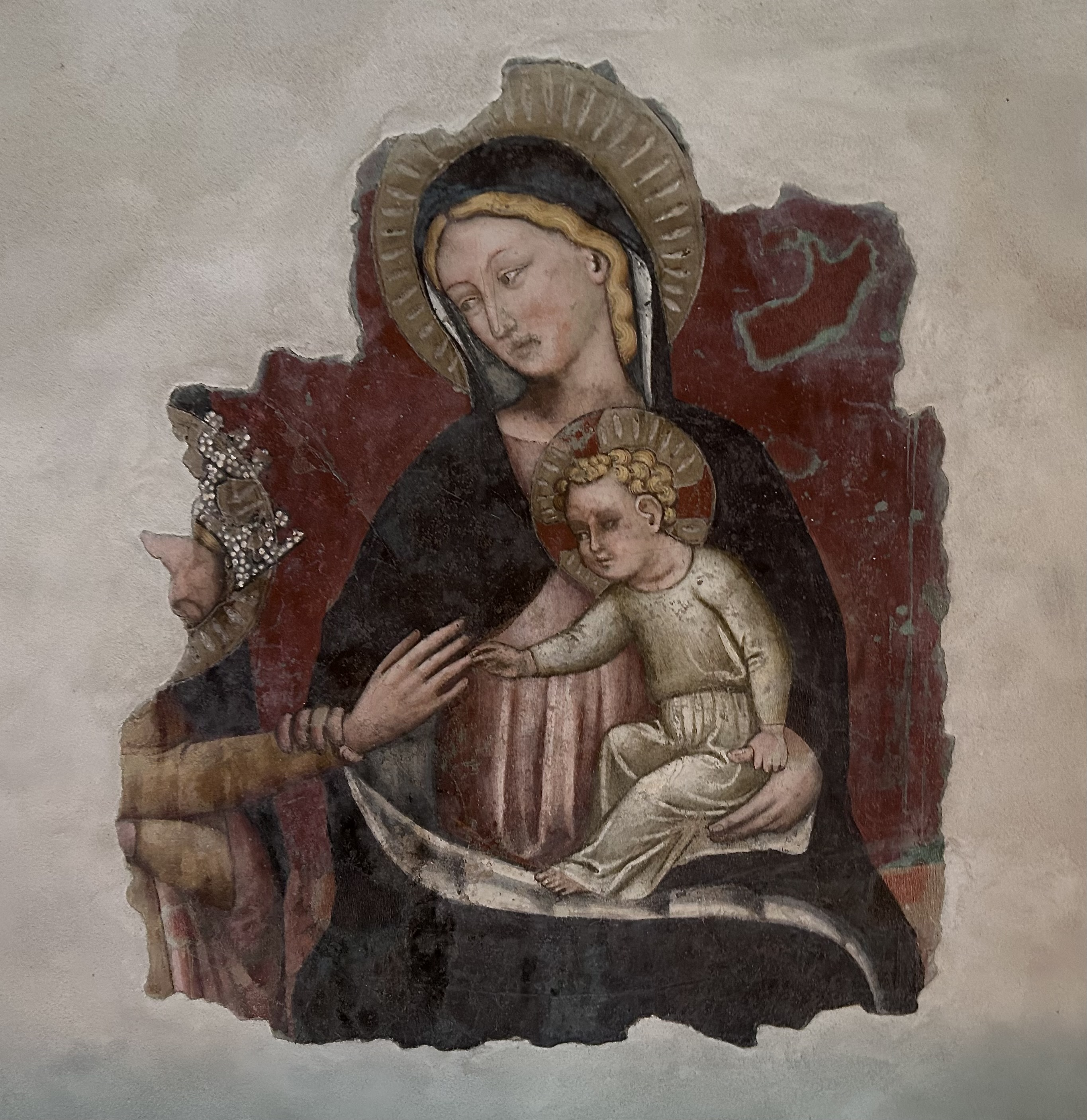
Неизвестный болонский мастер XIV в. Мистическое обручение Святой Екатерины Александрийской. Фреска